# Cosmetalepas
Cosmetalepas là một chi minute deepwater keyhole limpets, là động vật thân mềm chân bụng sống ở biển trong họ Fissurellidae and slit limpets.

## Các loài
- Cosmetalepas africana Tomlin, 1926 [1]
- Cosmetalepas concatenatus (Crosse & Fischer, 1864) [2]
- Cosmetalepas scutellum (Gmelin) [2]